# Maylandia
Genre
Synonymes
- Metriaclima

Répartition géographique
Le genre Maylandia regroupe plusieurs espèces de poissons d'eau douce de la famille des Cichlidae. Ces poissons sont tous endémiques du Lac Malawi (Afrique de l'Est). Toutes les espèces du genre sont de petite taille, ne dépassant généralement pas 20 centimètres de longueur totale. Comme la majorité des cichlidés endémiques du lac Malawi, elles se reproduisent par incubation buccale, où la femelle protège les œufs et les alevins dans sa cavité buccale jusqu'à ce qu'ils soient autonomes. De nombreuses espèces de ce genre sont disponibles dans le commerce aquariophile, appréciées pour leurs couleurs vives et leur dimorphisme sexuel souvent prononcé. Cependant, en raison de leur comportement territorial et de leurs exigences écologiques spécifiques, ces cichlidés ne sont généralement pas recommandés aux aquariophiles débutants ni aux aquariums de compagnie.

## Nom Maylandia

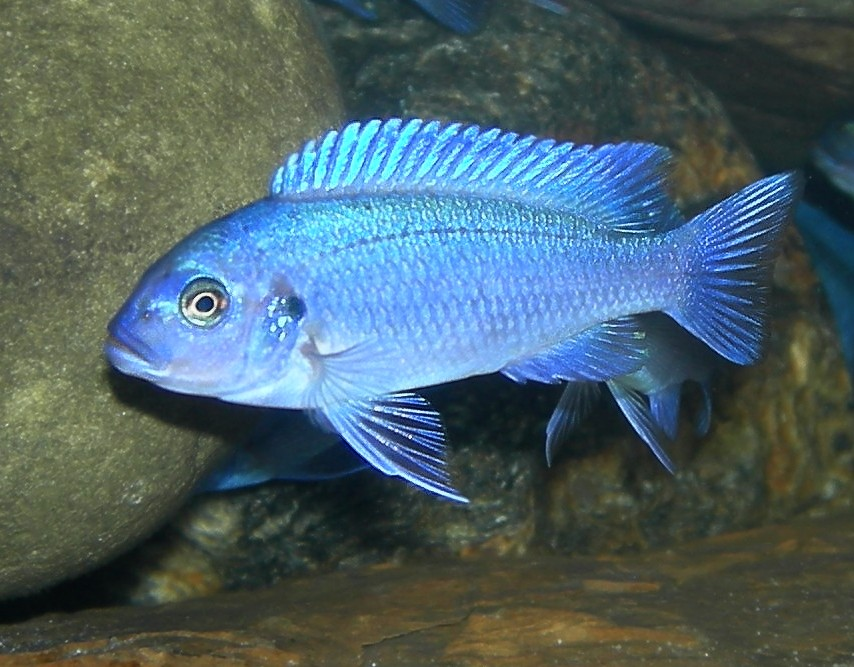
Maylandia callainos ou « zebra cobalt »

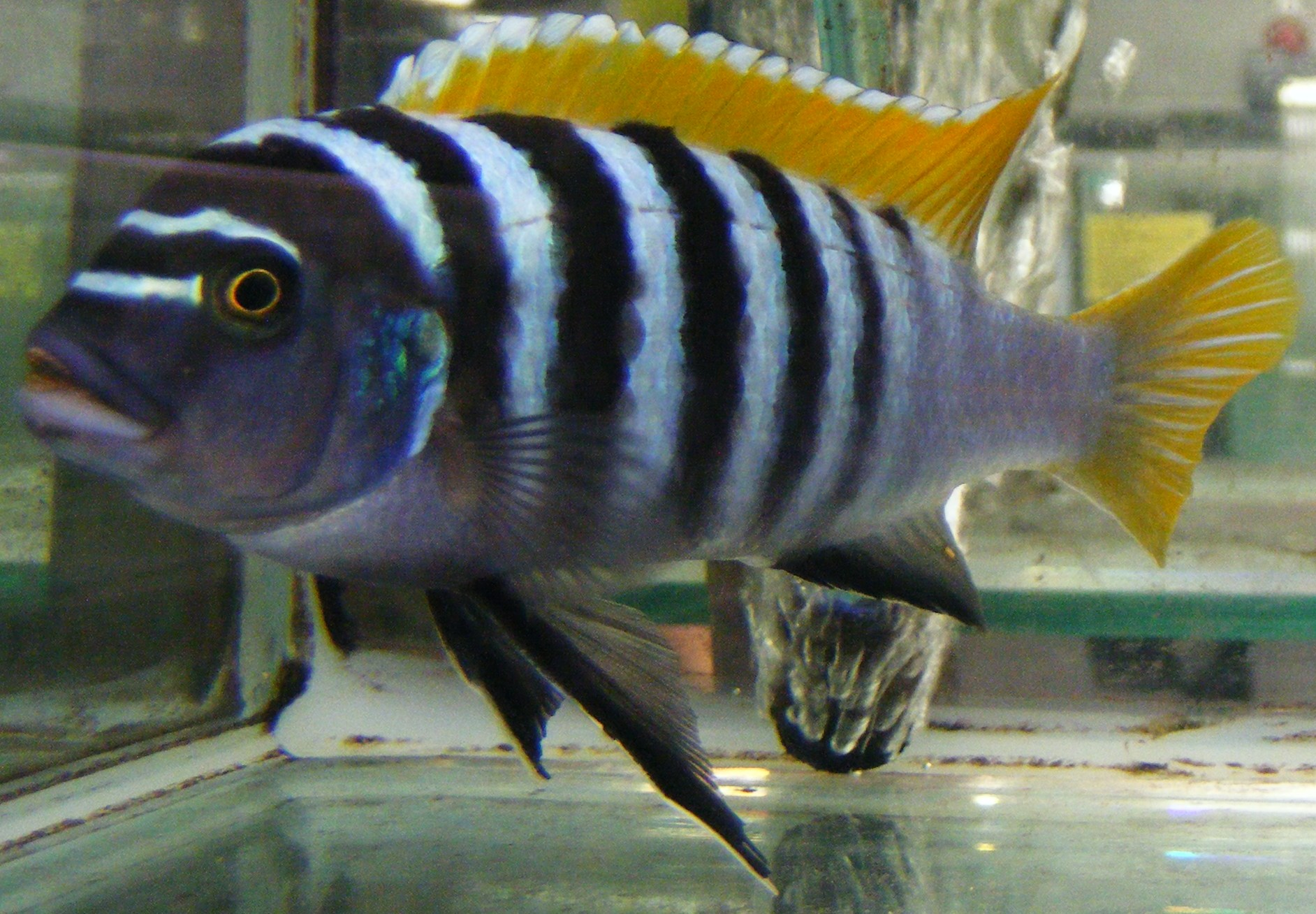
Maylandia emmiltos (mâle)

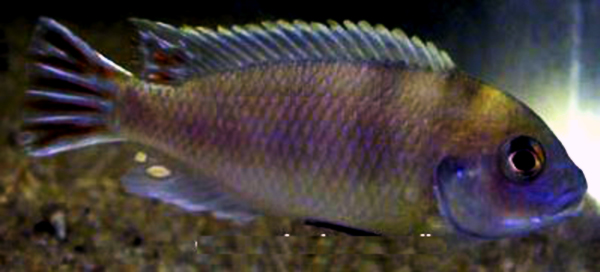
Maylandia livingstonii

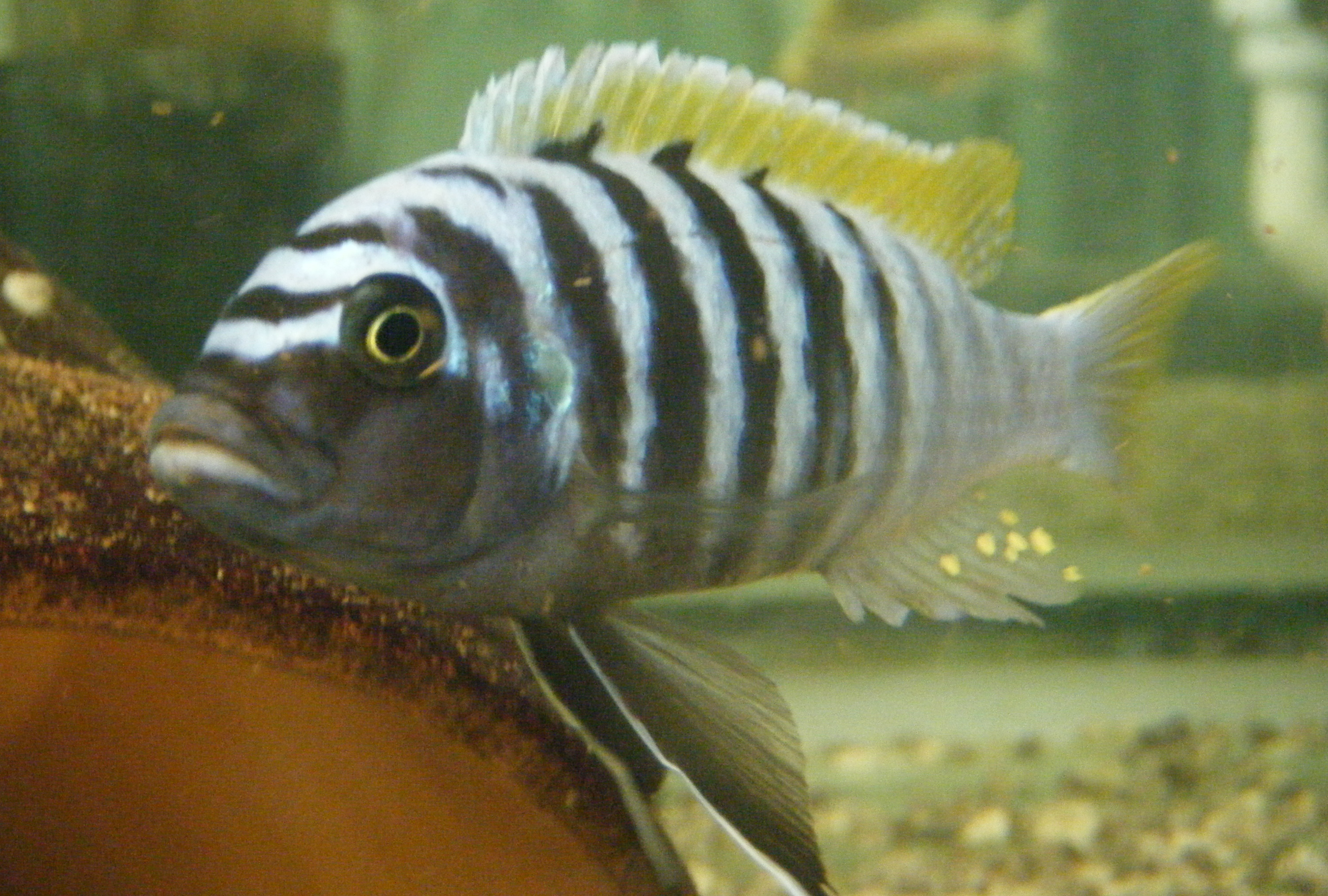
Maylandia pyrsonotos (mâle)

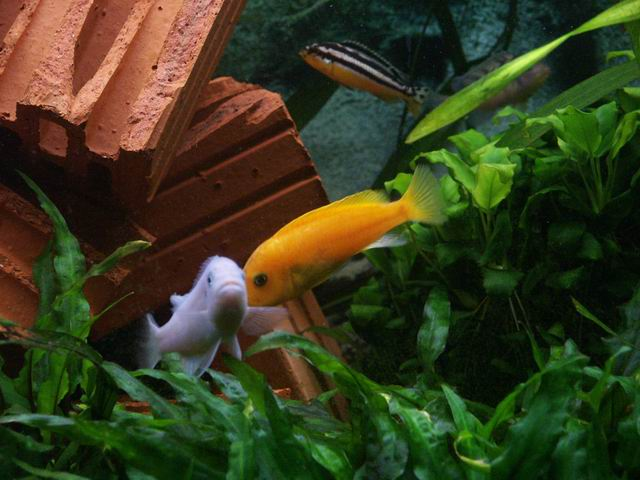
Couple Maylandia estherae (mâle bleu et femelle orange) - (Melanochromis auratus en arrière-plan)

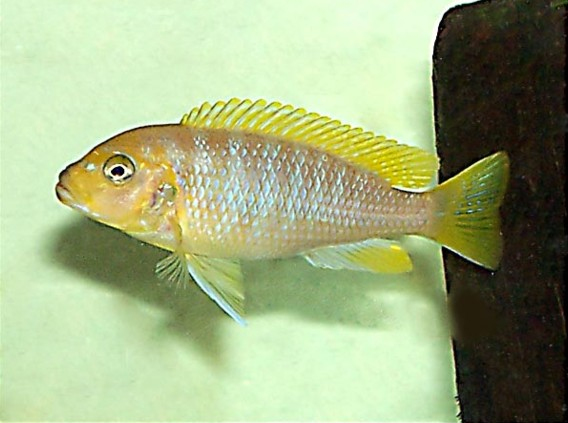
Maylandia hajomaylandi

Le nom Maylandia a été proposé comme un sous-genre de Pseudotropheus en 1984 ; avec une espèce connue depuis longtemps, Maylandia greshakei (« Ice Blue Zebra »), comme espèce type.
En 1997 Stauffer et al. décrivent le genre Metriaclima, rejetant Maylandia préexistante sur l'hypothèse qu'il manquait une espèce type et un diagnostic approfondi. Deux ans plus tard, Condé et Géry ont publié une analyse et déclaré Metriaclima comme étant un synonyme junior de Maylandia, ce dernier devenant le nom de genre valide ; Maylandia devenant accepté par la plupart des ichtyologistes, et notamment par le catalogue ECoF qui fait autorité pour les poissons.
Quelques auteurs, notamment Ad Konings, contestent le fait que la description originale de Maylandia soit suffisante pour établir et maintenir le genre. Ils soutiennent que « Maylandia » est un nomen nudum - qui ne se réfère pas valablement à un groupe d'animaux que par les règles du Code international de nomenclature zoologique. En 2025, un article dans Zootaxa, la revue de référence sur la taxinomie zoologique conclut à la validité de Maylandia et à la mise en synonymie de Metriaclima.
Dans le présent article, d’après WORMS, FishBase et le Catalog of Fishes, le nom de genre Maylandia est considéré comme valide.

## Liste des espèces
Selon FishBase et le World Register of Marine Species (30 avril 2025) :
- Maylandia aurora (Burgess, 1976)
- Maylandia barlowi (Mckaye & Stauffer, 1986)
- Maylandia benetos (Stauffer, Bowers, Kellogg & McKaye, 1997)
- Maylandia callainos (Stauffer & Hert, 1992)
- Maylandia chrysomallos (Stauffer, Bowers, Kellogg & McKaye, 1997)
- Maylandia cyneusmarginata (Stauffer, Bowers, Kellogg & McKaye, 1997)
- Maylandia emmiltos (Stauffer, Bowers, Kellogg & McKaye, 1997)
- Maylandia estherae (Konings, 1995)
- Maylandia fainzilberi (Staeck, 1976)
- Maylandia flavicauda (Li, Konings & Stauffer, 2016)
- Maylandia flavifemina (Konings & Stauffer, 2006)
- Maylandia glaucos (Ciccotto, Konings & Stauffer, 2011)
- Maylandia greshakei (Meyer & Förster, 1984)
- Maylandia hajomaylandi (Meyer & Schartl, 1984)
- Maylandia koningsi (Stauffer, 2018)
- Maylandia lanisticola (Burgess, 1976)
- Maylandia lombardoi (Burgess, 1977)
- Maylandia lundoense (Stauffer, Black & Konings, 2013)
- Maylandia mbenjii (Stauffer, Bowers, Kellogg & McKaye, 1997)
- Maylandia midomo (Stauffer, Black & Konings, 2013)
- Maylandia mossambica (Ciccotto, Konings & Stauffer, 2011)
- Maylandia nigrodorsalis (Stauffer, Black & Konings, 2013)
- Maylandia nkhunguensis (Ciccotto, Konings & Stauffer, 2011)
- Maylandia pambazuko (Stauffer, Black & Konings, 2013)
- Maylandia phaeos (Stauffer, Bowers, Kellogg & McKaye, 1997)
- Maylandia pulpican (Tawil, 2002)
- Maylandia pyrsonotos (Stauffer, Bowers, Kellogg & McKaye, 1997)
- Maylandia sciasma (Ciccotto, Konings & Stauffer, 2011)
- Maylandia tarakiki (Stauffer, Black & Konings, 2013)
- Maylandia usisyae (Li, Konings & Stauffer, 2016)
- Maylandia xanstomachus (Stauffer & Boltz, 1989)
- Maylandia xanthos (Ciccotto, Konings & Stauffer, 2011)
- Maylandia zebra (Boulenger, 1899)

### Variétés géographiques, espèces non décrites
Un grand nombre des espèces ci-dessus possèdent des variantes géographiques dans différentes zones du lac Malawi, influençant leurs caractéristiques méristiques et leur coloration. Ainsi un certain nombre d'entre elles peuvent apparaître sous différentes dénominations, ou comme étant des espèces non encore décrites, sur des sites aquariophiles en ligne (cichlidsforum, malawicichlids,...) ou disparus (aquabase, malawi-dream.info, fish-supplies...). Mais les sites scientifiques tels que  World Register of Marine Species (30 avril 2025), Fishbase, et ECoF, fondés les travaux scientifiques les plus récents, ne les retiennent pas. Elles doivent donc être considérées pour ce qu'elles sont, des variétés à usage aquariophile. Liste non exhaustive :
"aggressive bars" "Linganjala Reef", "aurora black tail" "Lumessi" - cf. Maylandia mossambica, "aurora blue" "Cobue" - cf. Maylandia glaucos, "aurora lumbaulo" - cf. Maylandia xanthos, "aurora north" - cf. Maylandia sciasma, "aurora yellow" "Lumessi" - cf. Maylandia mossambica, "black dorsal", "black dorsal" "Chidunga Rocks" - cf. Maylandia flavifemina, "black dorsal" "Maleri Island" - cf. Maylandia flavifemina, "black dorsal heteropictus" "Thumbi West Island" - cf. Maylandia flavifemina, "black dorsal nkhungu", "black dorsal nkolongwe", "black dorsal thundu", "black dorsal Ungi", "blue reef" - cf. Maylandia nkhunguensis, "blue shine" "Ungi", "chinyankwazi", "daktari" - cf. genres Pseudotropheus ou Maylandia, "deep water" "Mandalawi", "dolphin" "Manda", "dolphin" "Thumbi Point", "dolphin" "Thumbi Point" - probablement le même que "dolphin" "Manda", "elongatus chewere" - plusieurs sp. elongatus cf. genre Pseudotropheus, "elongatus usisya" - plusieurs sp. elongatus cf. genre Pseudotropheus, "elongatus ngkuyo" - plusieurs sp. elongatus cf. genre Pseudotropheus, "estherae blueface", "estherae blueface" "Chiloelo", "estherae blueface" "Lumessi", "flameback" "Kanjindo Rocks", "hajomaylandi pombo" "Ndumbi", "hajomaylandi pombo" "Pombo Reef", "lanisticola north" "Ngara", "lime nkhomo" "Mbenji Island", "lime nkhomo" "Nkhomo Reef", "mbweca" "Cobue", "membe deep", "msobo", - cf. genre Pseudotropheus ou Maylandia, "msobo" "Magunga", "msobo" "Manda", "msobo heteropictus", "msobo heteropictus" "Chinula", "msobo heteropictus" "Higga Reef", "msobo heteropictus" "Lundo Island", "patricki", "patricki" "Chidunga Rocks", "patricki" "Jalo Reef", "patricki" "Mbenji Island", "patricki minos", "red top" "Gallireya Reef", "zebra bevous" "Chizumulu Island", "zebra blue" "Maleri Island", "zebra chilumba", "zebra chilumba" "Chewere", "zebra chilumba" "Chilumba", "zebra chilumba" "Luwino Reef" - (video de spécimens maintenus à l'Aquarium du palais de la Porte Dorée), "zebra chilumba" "Maison Reef", "zebra gold", "zebra gold" "Charo", "zebra gold" "Kakusa", "zebra gold" "Karonga", "zebra gold" "Kawanga", "zebra gold" "Lion's Cove", "zebra gold" "Mundola", "zebra gold" "Nkhata Bay", "zebra gold" "Ruarwe", "zebra long pelvic", "zebra long pelvic" "Chesese","zebra long pelvic" "Mdoka", "zebra mbowe", "zebra slim", "zebra yellow tail".

## Aquariophilie
Le genre Maylandia fait partie de l'essaim d'espèces des M'buna (tribu des haplochromines).
Toutes les espèces du genre sont de petite taille, ne dépassant généralement pas 20 centimètres de longueur totale. Comme la majorité des cichlidés endémiques du lac Malawi, elles se reproduisent par incubation buccale, où la femelle protège les œufs et les alevins dans sa cavité buccale jusqu'à ce qu'ils soient autonomes. De nombreuses espèces de ce genre sont disponibles dans le commerce aquariophile, appréciées pour leurs couleurs vives et leur dimorphisme sexuel souvent prononcé. Cependant, en raison de leur comportement territorial et de leurs exigences écologiques spécifiques, ces cichlidés ne sont généralement pas recommandés aux aquariophiles débutants ni aux aquariums de compagnie.

## Galerie

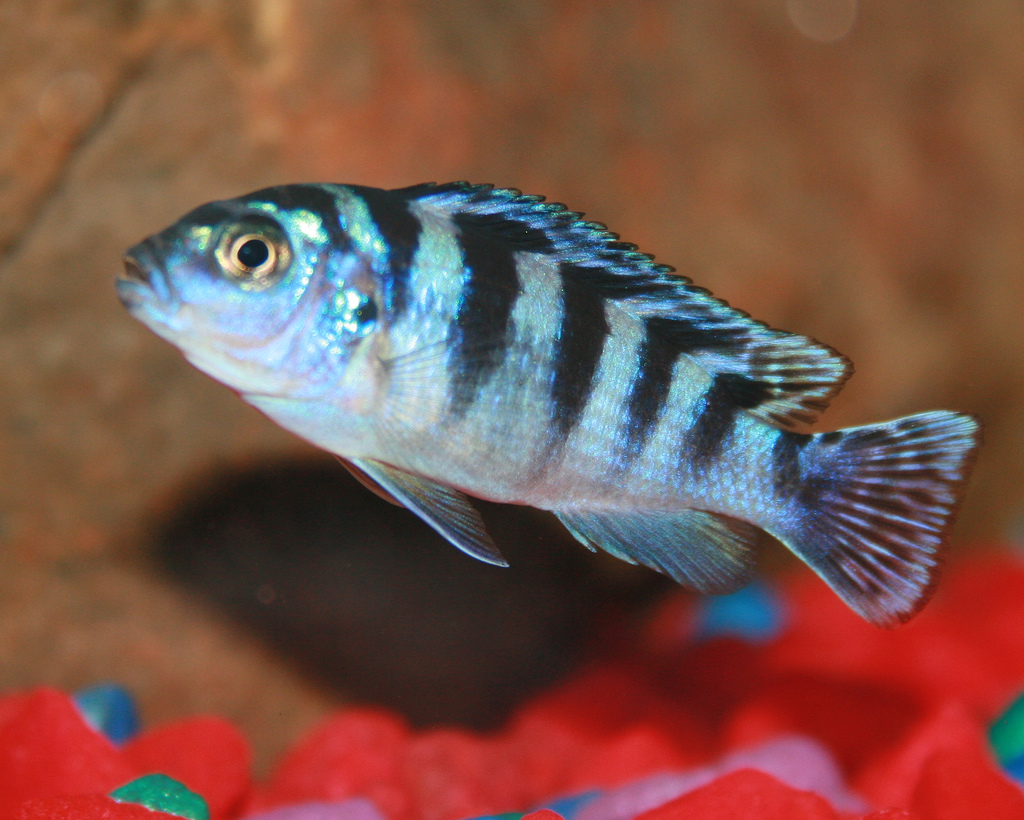
Maylandia lombardoi (femelle bleu et mâle jaune)